# اچ‌ام‌اس کاونتری (۱۶۵۸)
اچ‌ام‌اس کاونتری (۱۶۵۸) (به انگلیسی: HMS Coventry (1658)) یک کشتی بود.